# Pandora's Box (album)
Pour les articles homonymes, voir Pandora's Box.
Albums de Aerosmith
Pump
(1989) Get a Grip
(1993)
Pandora's Box est un coffret de 3 CD d'Aerosmith sorti en novembre 1991 chez Columbia, regroupant 53 titres, dont une trentaine d'inédits et de versions alternatives, ainsi qu'un livret contenant des commentaires du groupe sur les chansons de la compilation ainsi que des photos inédites et des textes. 
Aerosmith commençait, à cette époque à céder à la vague du merchandising.

## Liste des morceaux
CD 1
1. When I Needed You (Steven Tyler avec son premier groupe Chain Reaction 1966)
2. Make It (Aerosmith 1972 - mix différent)
3. Movin' Out (version alternative inédite des sessions Aerosmith 1972)
4. One Way Street (Aerosmith 1972)
5. On the Road Again (inédit des sessions Aerosmith 1972)
6. Mama Kin (Aerosmith 1972)
7. Same Old Song and Dance (Get Your Wings 1974)
8. Train Kept a Rollin' (Get Your Wings 1974)
9. Seasons of Wither (Get Your Wings 1974)
10. Write Me a Letter (version live inédite 1976)
11. Dream On (Aerosmith 1972)
12. Pandora's Box (Get Your Wings 1974)
13. Rattlesnake Shake (version radio live sur WKRQ Cincinnati 1971)
14. Walking the Dog (version radio live sur WKRQ Cincinnati 1971)
15. Lord of the Thighs (version live du TEXXAS JAM au Cotton Bowl de Dallas 1978)

CD 2
1. Toys in the Attic (Toys in the Attic 1975)
2. Round and Round (Toys in the Attic 1975)
3. Krawhitham (instrumental inédit des sessions Draw the Line 1977)
4. You See Me Crying (Toys in the Attic 1975)
5. Sweet Emotion (Toys in the Attic 1975)
6. No More No More (Toys in the Attic 1975)
7. Walk This Way (Toys in the Attic 1975)
8. I Wanna Know Why (version live du TEXXAS JAM au Cotton Bowl de Dallas 1978)
9. Big Ten Inch Record (version live du TEXXAS JAM au Cotton Bowl de Dallas 1978)
10. Rats in the Cellar (Rocks 1976)
11. Last Child (Rocks 1976)
12. All Your Love (inédit des sessions Draw the Line 1977)
13. Soul Saver (répétition studio inédite 1975)
14. Nobody's Fault (Rocks 1976)
15. Lick and a Promise (Rocks 1976)
16. Adam's Apple (version live à Indianapolis 1977)
17. Draw the Line (Draw the Line 1977 - mix différent)
18. Critical Mass (Draw the Line 1977)

CD 3
1. Kings and Queens (version live Boston 28 mars 1978)
2. Milk Cow Blues (Draw the Line 1977)
3. I Live in Connecticut (répétition inédite des sessions Night in the Ruts 1979)
4. Three Mile Smile (Night in the Ruts 1979)
5. Let it Slide (répétition inédite des sessions Night in the Ruts 1979)
6. Cheese Cake (Night in the Ruts 1979)
7. Bone to Bone (Coney Island White Fish Boy) (Night in the Ruts 1979)
8. No Surprize (Night in the Ruts 1979)
9. Come Together (Greatest Hits 1978)
10. Downtown Charlie (répétition studio inédite 1978)
11. Sharpshooter (Whitford/St. Holmes 1981)
12. Shit House Shuffle (répétition inédite des sessions Night in the Ruts 1979)
13. South Station Blues (The Joe Perry Project - I've Got The Rock'N'Rolls Again 1981)
14. Riff & Roll (inédit studio des sessions Rock in a Hard Place 1981)
15. Jailbait (Rock in a Hard Place 1982)
16. Major Barbra (version alternative inédite 1977)
17. Chip Away the Stone (version alternative inédite 1978)
18. Helter Skelter (inédit studio 1975)
19. Back in the Saddle (Rocks 1976)
20. Circle Jerk (non listé) (instrumental inédit des sessions Draw the Line 1977)

## Musiciens
- Steven Tyler, chant
- Joe Perry, guitare
- Brad Whitford, guitare
- Tom Hamilton, basse
- Joey Kramer, batterie
- Jimmy Crespo, guitare (CD3 track 15)
- Rick Dufay, guitare (CD3 track 15)
- Derek St. Holmes, chant, guitare (CD3 track 11)
- Dave Hewitt, basse (CD3 track 11)
- Steve Pace, batterie (CD3 track 11)
- Charlie Farren, chant, guitare (CD3 track 13)
- David Hull, basse (CD3 track 13)
- Ronnie Stewart, batterie (CD3 track 13)